# Марокко на летних Олимпийских играх 1976
Марокко принимала участие в Летних Олимпийских играх 1976 года в Мюнхене (ФРГ) в пятый раз за свою историю, но не завоевала ни одной медали.

## Результаты соревнований

### Бокс
| Категория | Спортсмен          | 1/32 финала                                            | 1/16 финала                                            | 1/8 финала           | Четвертьфинал        | Полуфинал            | Финал                | Место |
| Категория | Спортсмен          | Соперник Результат                                     | Соперник Результат                                     | Соперник Результат   | Соперник Результат   | Соперник Результат   | Соперник Результат   | Место |
| --------- | ------------------ | ------------------------------------------------------ | ------------------------------------------------------ | -------------------- | -------------------- | -------------------- | -------------------- | ----- |
| до 48 кг  | Абдерахим Наджим   |                                                        | KORПак Чхан Хи П DSQ 3 раунд, 1:13                     | Завершил выступление | Завершил выступление | Завершил выступление | Завершил выступление | 17    |
| до 51 кг  | Мбарек Зарруги     |                                                        | ESPВисенте Родригес П RSC 2 раунд, 2:41                | Завершил выступление | Завершил выступление | Завершил выступление | Завершил выступление | 16    |
| до 54 кг  | Мухамед Раис       | USAЧарльз Муни П 0:5 56:60, 56:60, 57:60, 54:60, 55:60 | Завершил выступление                                   | Завершил выступление | Завершил выступление | Завершил выступление | Завершил выступление | 25    |
| до 60 кг  | Абдеррахим Суихи   |                                                        | TOGКвами Айиган П RET                                  | Завершил выступление | Завершил выступление | Завершил выступление | Завершил выступление | —     |
| до 75 кг  | Мухамед Сауд       |                                                        | GBRДэйв Одвелл П 0:5 55:60, 57:60, 57:60, 57:60, 57:58 | Завершил выступление | Завершил выступление | Завершил выступление | Завершил выступление | 14    |
| до 81 кг  | Абдельлатиф Фатихи |                                                        | USAЛеон Спинкс П KO 1 рануд, 3:00                      | Завершил выступление | Завершил выступление | Завершил выступление | Завершил выступление | 14    |

### Борьба
Греко-римская борьба
| Спортсмен      | Весовая категория | Круговой раунд                       | Круговой раунд                 | Круговой раунд        | Круговой раунд           | Круговой раунд       | Круговой раунд        | Круговой раунд         | Финальный раунд           | Финальный раунд |
| Спортсмен      | Весовая категория | Первый круг Результат                | Второй круг Результат          | Третий круг Результат | Четвёртый круг Результат | Пятый круг Результат | Шестой круг Результат | Cедьмой круг Результат | Финальный раунд Результат | Место           |
| -------------- | ----------------- | ------------------------------------ | ------------------------------ | --------------------- | ------------------------ | -------------------- | --------------------- | ---------------------- | ------------------------- | --------------- |
| Мохамед Кармус | до 52 кг          | Леонель Дуарте Португалия В DSQ 7:47 | Коитиро Хираяма Япония П RET   | Завершил выступление  | Завершил выступление     | Завершил выступление | Завершил выступление  | Завершил выступление   | Завершил выступление      | —               |
| Али Лашкар     | до 57 кг          | Луис Грило Португалия В DSQ 8:00     | RET                            | Завершил выступление  | Завершил выступление     | Завершил выступление | Завершил выступление  | Завершил выступление   | Завершил выступление      | —               |
| Мохамед Бахаму | до 68 кг          | Патрик Марси США П Туше, 5:00        | RET                            | Завершил выступление  | Завершил выступление     | Завершил выступление | Завершил выступление  | Завершил выступление   | Завершил выступление      | —               |
| Брахим Тугза   | до 74 кг          | Ханс Кисс Австрия П DSQ, 8:00        | Жамцын Даваажав Монголия П RET | Завершил выступление  | Завершил выступление     | Завершил выступление | Завершил выступление  | Завершил выступление   | Завершил выступление      | —               |

### Дзюдо
| Спортсмен             | Категория | 1/16                             | 1/8                                 | 1/4                  | 1/2                  | 1-й доп. раунд       | Утешит. четвертьфинал | Утешит. полуфинал    | За 3 место           | Финал                | Место |
| Спортсмен             | Категория | Соперник Результат               | Соперник Результат                  | Соперник Результат   | Соперник Результат   | Соперник Результат   | Соперник Результат    | Соперник Результат   | Соперник Результат   | Соперник Результат   | Место |
| --------------------- | --------- | -------------------------------- | ----------------------------------- | -------------------- | -------------------- | -------------------- | --------------------- | -------------------- | -------------------- | -------------------- | ----- |
| Мустафа Белахмира     | до 63 кг  | Жозе Гомеш Португалия П RET      | Завершил выступление                | Завершил выступление | Завершил выступление | Завершил выступление | Завершил выступление  | Завершил выступление | Завершил выступление | Завершил выступление | —     |
| А. Бен-Махфуд         | до 70 кг  | Георгий Георгиев Болгария П RET  | Завершил выступление                | Завершил выступление | Завершил выступление | Завершил выступление | Завершил выступление  | Завершил выступление | Завершил выступление | Завершил выступление | —     |
| Эль-Араби Эль-Джамали | до 80 кг  | Жан-Поль Кош Франция П RET       | Завершил выступление                | Завершил выступление | Завершил выступление | Завершил выступление | Завершил выступление  | Завершил выступление | Завершил выступление | Завершил выступление | —     |
| Мухамед Зуаг          | до 93 кг  |                                  | Дэвид Старбрук Великобритания П RET | Завершил выступление | Завершил выступление | Завершил выступление | Завершил выступление  | Завершил выступление | Завершил выступление | Завершил выступление | —     |
| Мухамед Зуаг          | до 93 кг  | Чо Джэ Ги Республика Корея П RET | Завершил выступление                | Завершил выступление | Завершил выступление | Завершил выступление | Завершил выступление  | Завершил выступление | Завершил выступление | Завершил выступление | —     |

### Лёгкая атлетика
Мужчины
| Дисциплина | Спортсмен             | Предварительный раунд | Предварительный раунд | Полуфиналы | Полуфиналы | Финал     | Финал |
| Дисциплина | Спортсмен             | Результат             | Место                 | Результат  | Место      | Результат | Место |
| ---------- | --------------------- | --------------------- | --------------------- | ---------- | ---------- | --------- | ----- |
| 1500 м     | М’Хамед Амакдуф Лаяши | DNS                   | —                     | —          | —          | —         | —     |
| 5000 м     | Мухамед Бенбарака     | DNS                   | —                     |            |            | —         | —     |